# Pyza anatolica
Espèce
Synonymes
- Crosbycus anatolicus Roewer, 1959

Pyza anatolica est une espèce d'opilions dyspnois de la famille des Nemastomatidae.

## Distribution
Cette espèce est endémique de Turquie. Elle se rencontre vers Mardin.

## Description
La femelle holotype mesure 3 mm.
Le mâle décrit par Gruber en 1979 mesure 3,6 mm et la femelle 3,2 mm.

## Systématique et taxinomie
Cette espèce a été décrite sous le protonyme Crosbycus anatolicus par Roewer en 1959. Elle est placée dans le genre Pyza par Gruber en 1979.

## Étymologie
Son nom d'espèce lui a été donné en référence au lieu de sa découverte, l'Anatolie.

## Publication originale
- Roewer, 1959 : « Die Araneae, Solifuga und Opiliones der Sammlungen des Herrn Dr. K. Lindberg aus Griechenland, Creta, Anatolien, Iran und Indien. » Göteborgs Kungliga Vetenskaps- och Vitterhets-Samhälles handlingar. Ser. B, Matematiska och naturvetenskapliga skrifter, vol. 8, no 4, p. 1–47.